# A.C. Ancona
Associazione Calcio Ancona, thường được gọi là Ancona, là một câu lạc bộ bóng đá Ý có trụ sở tại Ancona, Marche. Đội được thành lập vào năm 1905 với tên Unione Sportiva Anconitana, đổi tên thành Ancona Calcio vào năm 1982 và được thành lập lại vào năm 2004 (sử dụng điều khoản trong Điều 52 của NOIF). Từ năm 2010, câu lạc bộ đã bị thanh lý và nhà thanh lý hiện tại là Giorgio Paolo Raffaele Perrotti. Một câu lạc bộ khác của thành phố, Hoa Kỳ Ancona 1905 tuyên bố là câu lạc bộ thay thế. Tuy nhiên, câu lạc bộ cũng đã giải tán vào năm 2017, với một câu lạc bộ thay thế thứ hai được thành lập trong giải đấu nghiệp dư.
Biệt danh của đội là i Dorici (The Dorians) và i Biancorossi (The Red and Whites).

## Lịch sử

### Từ Mỹ Anconitana đến Ancona Calcio
Ancona đã tham gia ở Serie B trước Thế chiến II và ngay sau đó đã không trở lại cho đến năm 1988. Dưới thời HLV Vincenzo Guerini, sự trỗi dậy của câu lạc bộ như là một thiên thạch: vị trí thứ 5 năm 1990 và việc thăng hạng đã đạt được hai năm sau đó. Mặc dù họ sẽ kết thúc thứ 17 và bị xuống hạng chỉ sau một năm, nhưng câu lạc bộ dù sao cũng đã chơi trong một số trận đấu có tỷ số cao đáng nhớ bao gồm chiến thắng trên sân nhà 3 - 0 trước Inter. Tiền vệ Lajos Detari, cầu thủ chạy cánh Fabio Lupo và tiền đạo Massimo Agostini đóng góp cho Ancona các bàn thắng đáng nể nhưng bị thủng lưới ở một tốc độ đáng báo động.
Năm sau, Ancona lọt vào một trận chung kết Cup Ý nhưng bị Sampdoria đánh bại nặng nề. Gần bỏ lỡ trong cuộc đua thăng hạng đã xuống hạng vào năm 1996 và một lần nữa vào năm 1998. Sau khi trở lại Serie B năm 2000, Ancona có cơ hội thăng hạng khác vào năm 2003.
Mùa giải Serie A thứ hai của đội là một trong những điều tồi tệ nhất của bất kỳ câu lạc bộ Serie A nào, với chuỗi trận không thắng kỷ lục 28 trận ngay từ đầu. Họ kết thúc mùa giải với 13 điểm đáng thương. Tiếp theo đó là sự phá sản và bị đẩy xuống Serie C2.

### AC Ancona
Ancona kết thúc thứ 5 trong mùa giải 2005-06 và thua trận play-off thăng hạng với Sassuolo khi hoàn thành vị trí tốt nhất, nhưng sau đó thay thế Gela và Sassari Torres vì những rắc rối tài chính. Họ kết thúc thứ 16 tại Serie C1 / B và chơi trận xuống hạng với Teramo trong mùa giải 2006-07. Ancona giành chiến thắng 4 -2 chung cuộc và vẫn ở Serie C1.

 Vào tháng 10 năm 2007, có thông tin rằng Centro Sportivo Italiano (CSI), do Hội đồng Giám mục của Vatican điều hành, đã mua 80% cổ phần trong câu lạc bộ. Báo cáo đọc: 
 "Đó là một cách để đánh giá bóng đá, mang lại một số đạo đức cho một lĩnh vực đang trải qua một cuộc khủng hoảng sâu sắc về giá trị", Tổng giám mục Ancona Edoardo Menichelli, người gần đây đã chơi một trò chơi quyền lợi chống lại một đội ngũ ca sĩ quốc gia Ý.

 Chủ tịch CSI Edio Costantini cho biết trung tâm muốn "đầu tư vào ý nghĩa thực sự của thể thao. Chúng tôi muốn bóng đá một lần nữa trở thành một phương tiện giáo dục và không bị ràng buộc với các giá trị tiền tệ nghiêm ngặt ".

 "Chúng tôi sẽ chỉ ra rằng, đối với đàn ông, bóng đá không chỉ là một ảo ảnh hay một ví dụ tồi tệ."  
 Theo Công giáo Tin tức Thế giới ngày 9 tháng 10 năm 2007, Vatican đã tự tránh xa sự di chuyển, tuyên bố CSI là một nhóm 'Công giáo giáo dân' và Vatican không 'làm gì' với dự án này. Tuy nhiên, trong một báo cáo của Reuters vào ngày 11 tháng 10 năm 2007, cả Bộ trưởng Ngoại giao Vatican và Giáo hoàng đều tán thành động thái này, được trích dẫn như nói: 
 Bộ trưởng Ngoại giao Vatican, Hồng y Tarcisio Bertone đã ca ngợi dự án này trong một tuyên bố được đọc tại buổi trình bày, nói rằng nó được thiết kế để 'làm nổi bật các giá trị con người và tinh thần trong thể thao'.

 Giáo hoàng Benedict XVI cũng khuyến khích đội sau khi nhận được một chiếc áo có tên của ông và số 16 từ họ tại một khán giả chung ở Quảng trường St Peter  
 Câu lạc bộ đã có một số kết nối Papal. Sáng kiến 'Dự án bóng đá' đã được Đức Giáo hoàng Benedict XVI ban phước với một lá thư do Đức Hồng y Tarcisio Bertone gửi đến Trung tâm Thể thao Ý. Sân vận động 'Del Conero' đã được Đức Giáo hoàng John Paul II viếng thăm hai lần.
Câu lạc bộ đã được thăng hạng trở lại Serie B sau khi giành chiến thắng trong trận play-off thăng hạng sau khi đánh bại Perugia bằng cách hoàn thành vị trí tốt nhất và Taranto bằng tổng hợp 2 trận1 trong mùa 20072002008. Ancona đã kết thúc thứ 19 tại Serie B ở mùa giải tiếp theo và phải chạm trán với Rimini tại trận play-out. Ancona đã giành chiến thắng với tổng số 2-1 và vẫn ở lại Serie B.

#### Thanh lý
Ancona đã chơi mùa giải 2009-10 tại Serie B, kết thúc thứ 17 mặc dù bị trừ 2 điểm do bất thường về tài chính trong mùa giải và tránh xuống hạng, nhưng cuối cùng đã nộp đơn xin phá sản và không thể tham gia bất kỳ bộ phận thấp nào. Câu lạc bộ, tuy nhiên, nộp đơn để xin cho một vị trí trong Terza Categoria, cấp độ thấp nhất của hệ thống giải đấu bóng đá Ý. Đơn của họ đã được chấp nhận vào ngày 13 tháng 9 năm 2010, vì họ đã được chính quyền thành phố cấp một sân chơi. Tuy nhiên, họ vẫn thiếu cầu thủ và huấn luyện viên và sau đó bị buộc phải mất bốn vòng đầu tiên của mùa giải. Theo quy định của FIGC, điều này dẫn đến việc câu lạc bộ bị loại khỏi giải đấu và giờ họ dự kiến sẽ được thanh lý.

## Cựu cầu thủ đáng chú ý
Danh sách các cựu cầu thủ này bao gồm những người nhận được mũ quốc tế khi chơi cho đội, đóng góp đáng kể cho đội về ngoại hình hoặc bàn thắng khi chơi cho đội hoặc những người có đóng góp đáng kể cho môn thể thao này trước khi họ chơi cho đội hoặc sau khi họ rời đi. Nó rõ ràng là chưa hoàn thành và bao gồm tất cả, và bổ sung và tinh chỉnh sẽ tiếp tục được thực hiện theo thời gian.

## Những người ủng hộ và ganh đua
Đối thủ chính của Ancona là [./https://en.wikipedia.org/wiki/Ascoli_Calcio_1898 Ascoli].

## Câu lạc bộ phượng hoàng
Hai câu lạc bộ thay thế bất hợp pháp đã được hình thành ở Ancona:
- Hoa Kỳ Ancona 1905, tồn tại từ năm 2010 đến 2017
- Hoa Kỳ Anconitana ASD, tồn tại từ năm 2017